# Sonia Haoa Cardinali
Sonia Haoa Cardinali (nacida en 1953) es una arqueóloga Rapanui que trabaja actualmente en la Fundación Mata Ki Te Rangi y es coordinadora de los monumentos nacionales de la Isla de Pascua. Ha realizado importantes contribuciones para comprender la subsistencia y supervivencia de los habitantes prehistóricos de la isla. Sus hallazgos desafían la idea de que los habitantes de la isla causaron el colapso ambiental y social de la misma. Ha participado en proyectos de investigación en universidades de Estados Unidos, Francia y Nueva Zelandia.

## Primeros años y carrera
Haoa nació en la Isla de Pascua en 1953. Fue la segunda de seis hijos de Nicolás Haoa y Rosa Cardinali. Sus padres la enviaron a Chile a los 11 años y recibió educación en el Liceo La Asunción de los Padres Maryknoll en la ciudad de Talcahuanu, en el sur de Chile. Luego, asistió a la Universidad de Arizona durante dos años antes de estudiar arqueología en la Universidad de Chile. En 1975, se unió a William Mulloy en los trabajos de restauración de la aldea ceremonial de Orongo.

## Investigaciones arqueológicas en la Isla de Pascua
Haoa ha colaborado con muchos especialistas en la Isla de Pascua, incluyendo a Gonzalo Figueroa, Katherine y Michael Orliac, Christopher Stevenson, Sergio Rapu y el explorador noruego Thor Heyerdahl. Fue mientras trabajaba con Rapu y Heyerdahl en la década de 1980 que Haoa descubrió el primer ojo de uno de los moai (gigantes estatuas prehistóricas), demostrando que las estatuas originalmente tenían ojos incrustados de concha y obsidiana.
En 2009, Haoa y otros establecieron la Fundación Mata ki te Rangi con el apoyo del magnate naviero noruego Fred Olsen. El objetivo de la fundación es conectar la Isla de Pascua con el resto del Pacífico a través de la investigación científica y la cultura. Estos esfuerzos se han destacado con una conferencia internacional de académicos del Pacífico celebrada en Bali en 2016 y, más recientemente, con la Conferencia Internacional sobre la Migración Temprana del Pacífico y la Isla de Pascua, celebrada en la Isla de Pascua en noviembre de 2018, a la que asistieron más de 140 investigadores de todo el mundo.
Junto a Christopher Stevenson, Haoa ha descrito métodos agrícolas, incluyendo la mulchificación lítica y el uso de jardines de piedra, utilizados por los antiguos Rapanui para aumentar la productividad y ayudar a la retención de la humedad en el suelo. Los hallazgos revelan un manejo cuidadoso e intensivo de la tierra y desafían la idea de que los antiguos Rapanui sufrieron un colapso ambiental antes de la llegada de los europeos en 1722.
Los esfuerzos de Haoa, desde la recuperación de esqueletos arqueológicos hasta la investigación y análisis, fueron fundamentales en el estudio integral del material esquelético de Rapa Nui por parte de los antropólogos Vincent Stefan y George Gill. Los estudios han ayudado a comprender el origen y las características físicas de los habitantes prehistóricos de la isla. También han desafiado la creencia generalizada de que los isleños participaron en la guerra a gran escala y el canibalismo antes del contacto europeo en 1722.
Las contribuciones de Haoa a la arqueología y el patrimonio cultural de Rapa Nui fueron reconocidas con la concesión de un doctorado honorario por parte de la Universidad de Uppsala en enero de 2019.

## Publicaciones seleccionadas

### Libros
- Haoa Cardinali, Sonia; Ingersoll, Kathleen B.; Ingersoll Jr., Daniel W.; Stevenson, Christopher M., eds. (2017). Cultural and Environmental Change on Rapa Nui. Routledge (Taylor & Francis): Routledge Studies in Archaeology, Abingdon, Oxon. *Stevenson, Christopher; Haoa Cardinali, Sonia. (2008). Prehistoric Rapa Nui Landscape and Settlement Archaeology at Hanga Ho'onu. Easter Island Foundation, Los Osos, CA.

### Artículos
- Horrocks, Mark; Baisden, Troy; Flenley, John; Feek, David; Love, Charles, Haoa-Cardinali, Sonia, González Nualart, Lilian; Edmunds Gorman, Tahira. (2017). Los suelos secos de la Isla de Pascua (Rapa Nui) muestran una amplia eliminación de vegetación y cultivos introducidos por los polinesios. Palynology, 41: 339-350.  *Mulrooney MA, Ladefoged TN, Stevenson CM, Haoa S (2010) Evaluación empírica de un colapso societal pre-europeo en Rapa Nui (Isla de Pascua). The Gotland Papers: Selected Papers from the VII International Conference on Easter Island and the Pacific: Migration, Identity, and Cultural Heritage, editado por Wallin P, Martinsson-Wallin H (Gotland University Press, Gotland, Suecia), pp. 141–154. *Stevenson, Christopher M.; Ladefoged, Tegn N.; Haoa, Sonia. (2002). Estrategias productivas en un entorno incierto: Agricultura prehistórica en la Isla de Pascua. Rapa Nui Journal 16(1):17–22 *Stevenson, Christopher, M.; Puleston, Cedric, O.; Vitousek, Peter, M., Chadwick, Oliver, A.; Haoa, Sonia; Ladefoged, Thegn, N. (2015). Variación en el uso de la tierra en Rapa Nui (Isla de Pascua) indica picos de producción y población antes del contacto europeo. PNAS, 112: 1025–1030.